# Saratoga (Carolina del Norte)
Saratoga es un pueblo ubicado en el condado de Wilson en el estado estadounidense de Carolina del Norte. En el año 2000 tenía una población de 379 habitantes y una densidad poblacional de 227.9 personas por km².

## Geografía
Saratoga se encuentra ubicado en las coordenadas 35°39′13″N 77°46′35″O / 35.65361, -77.77639.

## Demografía
Según la Oficina del Censo en 2000 los ingresos medios por hogar en la localidad eran de $31.667, y los ingresos medios por familia eran $37.750. Los hombres tenían unos ingresos medios de $33.125 frente a los $25.469 para las mujeres. La renta per cápita para la localidad era de $15.317. Alrededor del 8.2% de las familias y del 13.1% de la población estaban por debajo del umbral de pobreza.
Según las estimaciones del año 2009, en Saratoga vivían 169 hombres y 203 mujeres.